# 삼청각
삼청각(三淸閣)은 서울특별시 성북구 성북동에 있는 전통 문화공연장으로, 1972년 건립되어 1970년~1980년 요정정치의 산실로 대표되었다.
여야 고위정치인의 회동과 1972년 남북적십자회담, 한일회담의 막후 협상장소로 이용하였던 곳으로,
제4공화국 유신시절 요정정치의 상징이었다.
1980년대에는 손님이 줄어들어
1990년대 중반 이름을 ‘예향’으로 바꾸고 일반음식점으로 전환하였으나, 경영난으로
1999년 12월에 문을 닫았다.
1999년 말 건물과 부지를 인수한 화엄건설(주)이 고급빌라를 짓기 위해 관할 성북구청에 건축허가를 신청하였으나
문화재 보존여부에 대한 판단문제로 건축허가 결정이 유보되었다. 이후
2000년 5월 22일 서울특별시가 삼청각 부지와 건물을 도시계획시설상 문화시설로 지정하였으며, 리모델링 공사를 끝낸 후
2001년 10월 새로운 전통 문화공연장으로 문을 열었다. 새롭게 단장한 삼청각은 공연장, 한식당, 찻집, 객실 등으로 구성되어 있고
규모는 대지 5,884평, 연건평 1,331평이다.
6채의 한옥이 있으며, 건물마다 원래의 이름을 그대로 살렸다.
월요일을 제외하고는 연중 전통공연이 열리고 혼례나 약혼식 장소로도 사용되며 운영은 세종문화회관이 맡고있다. 한때 2005년 8월부터 2009년 7월까지 운영관할이 파라다이스 그룹에 넘어갔었다.